# Carolina Panthers 2004
La stagione 2004 dei Carolina Panthers è stata la 10ª della franchigia nella National Football League, la quarta con John Fox come capo-allenatore. La squadra veniva dalla prima partecipazione al Super Bowl della sua storia dove era stata sconfitta dai New England Patriots. Perse sette delle prime otto partite ma si riprese con una striscia di 5 vittorie consecutive, terminando con un record di 7-9, non sufficiente per tornare ai playoff.

## Calendario
| Turno | Data               | Avversario              | Risultato          | Risultato          | Stadio                     | Tabellino          |
| Turno | Data               | Avversario              | Punteggio          | Record             | Stadio                     | Tabellino          |
| ----- | ------------------ | ----------------------- | ------------------ | ------------------ | -------------------------- | ------------------ |
| 1     | 13/9               | Green Bay Packers       | S 14–24            | 0–1                | Bank of America Stadium    | 73,656             |
| 2     | 19/9               | at Kansas City Chiefs   | V 28–17            | 1–1                | Arrowhead Stadium          | 78,136             |
| 3     | Settimana di pausa | Settimana di pausa      | Settimana di pausa | Settimana di pausa | Settimana di pausa         | Settimana di pausa |
| 4     | 3/10               | Atlanta Falcons         | S 10–27            | 1–2                | Bank of America Stadium    | 73,461             |
| 5     | 10/10              | at Denver Broncos       | S 17–20            | 1–3                | Invesco Field at Mile High | 75,072             |
| 6     | 17/10              | at Philadelphia Eagles  | S 8–30             | 1–4                | Lincoln Financial Field    | 67,707             |
| 7     | 24/10              | San Diego Chargers      | S 6–17             | 1–5                | Bank of America Stadium    | 73,096             |
| 8     | 31/10              | at Seattle Seahawks     | S 17–23            | 1–6                | Qwest Field                | 66,214             |
| 9     | 7/11               | Oakland Raiders         | S 24–27            | 1–7                | Bank of America Stadium    | 73,518             |
| 10    | 14/11              | at San Francisco 49ers  | V 37–27            | 2–7                | Monster Park               | 63,618             |
| 11    | 21/11              | Arizona Cardinals       | V 35–10            | 3–7                | Bank of America Stadium    | 72,796             |
| 12    | 28/11              | Tampa Bay Buccaneers    | V 21–14            | 4–7                | Bank of America Stadium    | 73,124             |
| 13    | 5/12               | at New Orleans Saints   | W 32–21            | 5–7                | Louisiana Superdome        | 58,878             |
| 14    | 12/12              | St. Louis Rams          | V 20–7             | 6–7                | Bank of America Stadium    | 73,306             |
| 15    | 18/12              | at Atlanta Falcons      | S 31–34 (DTS)      | 6–8                | Georgia Dome               | 70,845             |
| 16    | 26/12              | at Tampa Bay Buccaneers | V 37–20            | 7–8                | Raymond James Stadium      | 65,380             |
| 17    | 2/1                | New Orleans Saints      | S 18–21            | 7–9                | Bank of America Stadium    | 73,302             |